# Jesús Fernández Suárez
Jesús Fernández Suárez (Pontevedra, ca. 1854 - Santiago de Compostela, 24 de junio de 1930) fue un jurista y periodista carlista español.

## Biografía
Hizo sus primeros estudios en el seminario de Tuy, donde cursó el grado de Teología. Más tarde abandonó la carrera eclesiástica para estudiar Derecho en la Universidad de Santiago, donde fue compañero de estudios de Juan Vázquez de Mella, el Marqués de Figueroa, Juan Barcia Caballero, Alfredo Brañas, José González Salgado, Antonio Toledo Quintela y otros. Con ellos figuró en la Juventud Católica.
Desde 1880 hasta su muerte ejerció en Santiago de Compostela la profesión de notario, labor que compatibilizó con el periodismo. Escribió en las columnas de los periódicos tradicionalistas santiagueses El Pensamiento Galaico y El Pensamiento Gallego, primero con Vázquez de Mella y después con Mariano Jamardo y Ramón Gallego, destacando como polemista y dando muestras de su entusiasmo por la causa carlista, que defendería toda su vida. Firmaba con el seudónimo de «Franco Leal». Colaboró asimismo en otros periódicos y revistas de España, como el diario madrileño El Correo Español, órgano de la Comunión Tradicionalista.
En Santiago también mantuvo junto con Mella y Jamardo instituciones como el Ateneo de León XIII y otros periódicos como El Libredón y la revista Galicia Católica. En 1889 formó parte de la Asociación Regionalista Gallega, constituida bajo la presidencia de Manuel Murguía.
Los ayuntamientos y diputaciones de Galicia solicitaron para Jesús Fernández Suárez la Medalla del Trabajo, pero falleció antes de que se terminase la tramitación del expediente. Formaba parte del Patronato del Reformatorio de Menores de Santiago en calidad de secretario. Estuvo casado con Luisa Nóvoa Álvarez, con quien tuvo ocho hijos.